# Военная полиция Вооружённых сил Российской Федерации
Военная полиция Вооруженных Сил Российской Федерации — правоохранительная структура Вооружённых Сил Российской Федерации.
Военная полиция предназначена для обеспечения в ВС РФ правопорядка, воинской дисциплины. Руководитель военной полиции — генерал-полковник Кураленко Сергей Васильевич.
Орган управления ВП МО Российской Федерации — «Главное управление военной полиции Министерства обороны Российской Федерации». Штаб-квартира (почтовый адрес) — улица Знаменка, дом № 19, Москва, Российская Федерация.
По сути военная полиция — это видоизмененная военная комендатура с теми же задачами.

## История
Согласно «Учреждению для управления большой действующей армии», подписанному 27 января 1812 года императором Российской Империи Александром I, генерал-гевальдигер «есть военный полицмейстер в лагере армии, в главной квартире и вагенбурге» (о должности румормейстера уже не упоминается).
В Российской империи функции военной полиции выполняли Отдельный корпус жандармов (полевые жандармские эскадроны и крепостные жандармские команды) и формируемые на время войн, манёвров и расположения части вне казарм в самих частях команды — в части назначается один обер-офицер, один унтер-офицер и как минимум по нижнему чину от каждой роты, эскадрона, сотни, батареи и команды, после Февральской революции 1917 года, 4 марта 1917 года Временное правительство приняло решение об упразднении Отдельного корпуса жандармов и охранных отделений, включая жандармские полицейские управления железных дорог.
19 марта Временным правительством было принято решение опубликовать постановление о расформировании Отдельного корпуса жандармов, включая жандармские полицейские управления железных дорог.

«Больше всего беспокоило быстро растущее сознание того, что не осталось никого, кто бы озаботился сохранением мира. Исчезли красно-голубые нарукавные повязки военной полиции, а на углу улицы больше не стоял флегматичный, надёжный полицейский».— Реден Н. Сквозь ад русской революции: Воспоминания гардемарина. 1914—1919 гг. — М.: Центрполиграф, 2006. — С. 64.
31 января 2006 года идею о создании военной полиции в Российской Федерации выдвинул президент России В. В. Путин — на пресс-конференции в Кремле он заявил, что «контроль соблюдения законности в ВС России может быть возложен на военную полицию».
В декабре 2009 года Министр обороны Российской Федерации А. Э. Сердюков подписал приказ о создании военной полиции на базе структур военных комендатур и военной автоинспекции, но весной 2010 года это решение было отменено.
В конце 2010 года пресс-служба Минобороны РФ сообщило, что «работа по созданию военного полицейского корпуса находится на завершающем этапе, в ходе которого особое внимание будет уделено формированию нормативной правовой базы…», «В связи с тем, что проводимая работа объемная и предусматривает необходимую процедуру обсуждения и согласования с заинтересованными федеральными органами исполнительной власти, завершить её планируется в течение 2011 года».
Летом 2011 года Анатолий Сердюков проанонсировал создание до конца года военной полиции, которая займется наведением порядка в ВС России. 1 декабря 2011 года создано Главное управление военной полиции Министерства обороны Российской Федерации.
25 марта 2015 года Владимир Путин утвердил Устав военной полиции Министерства обороны Российской Федерации. Одной из главных функций военных полицейских станет обеспечение воинской дисциплины в гарнизонах.
С начала 2016 года охрану российских военных объектов в Сирии и безопасность дорожного движения обеспечивает отряд военной полиции. В декабре 2016 года, после освобождения в ходе Военной операции России в Сирии города Алеппо, туда переброшен батальон военной полиции для поддержания порядка на освобожденных территориях и оказания помощи городским властям Алеппо в обеспечении правопорядка.
С 13 июня 2018 года, по благославлению Патриарха Московского и всея Руси Кирилла, небесным покровителем для военной полиции Вооруженных Сил Российской Федерации является Святой благоверный князь Димитрий Донской.

## Устав военной полиции
Устав военной полиции Министерства обороны Российской Федерации, утверждённый указом российского президента В. В. Путина 25 марта 2015 года, определяет направления деятельности данной структуры, функции, полномочия, общий состав, а также порядок действий армейских полицейских в различных ситуациях. Устав прошел независимую антикоррупционную экспертизу.
В документе сказано, что военная полиция — это орган, предназначенный для защиты жизни, здоровья, прав и свобод военнослужащих и гражданского персонала, граждан, призванных на военные сборы, а также для поддержания в войсках законности и правопорядка, обеспечения безопасности дорожного движения и охраны режимных объектов.
Военная полиция наделяется широкими полномочиями — от противодействия преступности до обеспечения дисциплины в военных гарнизонах. Кроме того, армейские полицейские имеют право задерживать, досматривать военнослужащих и в случае необходимости применять к ним физическую силу. Устав содержит перечень ситуаций, при которых военным правоохранителям разрешено пользоваться специальными средствами (дубинка, наручники).
Одной из важнейших функций, прописанных в документе, станет обеспечение воинской дисциплины в гарнизонах силами военнослужащих военных комендатур. Военные полицейские по указанию начальника регионального управления военной полиции смогут проводить в гарнизонах внезапные проверки с целью обеспечения законности и правопорядка.
Руководить военной полицией уполномочивается глава Минобороны страны. Он же определяет их организационную структуру и численность, составляющая в настоящее время 6,5 тыс. человек, которые служат в профильном главке Минобороны, пяти региональных управлениях военной полиции, 142 армейских и флотских военных комендатурах, на 39 гауптвахтах, в двух дисциплинарных батальонах, а также в подразделениях военной автоинспекции.

## Учебные заведения
Подготовка офицеров военной полиции ведется в рамках повышения квалификации и переподготовки офицеров, которые закончили общевойсковые, инженерные, командные училища. В 2017 году в Московском высшем общевойсковом командном училище прошёл набор роты курсантов, которых будут готовить по профилю военной полиции.
В будущем планируется создать Институт военной полиции.
Подготовкой офицеров для военной полиции также займется недавно созданные военные кафедры при Санкт-Петербургской академии Следственного комитета Российской Федерации и Всероссийского государственного университета юстиции.
Инспекторов ВАИ с 2018 года готовят на базе Рязанского гвардейского высшего воздушно-десантного командного училища. Военных дознавателей военной полиции готовит Военный университет Министерства обороны Российской Федерации.
Для подготовки новых специалистов и повышения квалификации действующего состава 1 декабря 2017 года открыт Учебный центр военной полиции Министерства обороны Российской Федерации во Владикавказе.

## Основные задачи
Военная полиция создана для защиты военнослужащих и гражданских лиц, которые находятся на военных сборах. По сути, это одно из подразделений Вооруженных Сил Российской Федерации, защищающее правоотношения в области обороны государства (правопорядок, охрана объектов ВС, воинская дисциплина и законность).
Основные задачи в соответствии с Положением о Главном управлении военной полиции Министерства обороны Российской Федерации, утверждённым приказом Министра обороны Российской Федерации от 24 февраля 2012 г. № 350:
- реализация отдельных полномочий Министерства обороны по обеспечению укрепления правопорядка и воинской дисциплины в Вооружённых Силах;
- разработка проектов законодательных и иных нормативных правовых актов Российской Федерации, правовых актов Министерства обороны и иных служебных документов по вопросам деятельности военной полиции с учётом основных направлений и этапов её развития;
- обеспечение безопасности дорожного движения в Вооружённых Силах, реализация полномочий Министерства обороны по организации и осуществлению в соответствии с законодательством Российской Федерации специальных контрольных, надзорных и разрешительных функций в данной области;
- обеспечение передвижения войск по дорогам и сопровождение транспортных средств Вооружённых Сил, а также координация деятельности войск и воинских формирований по вопросам обеспечения безопасности дорожного движения;
- обеспечение охраны особо важных объектов Министерства обороны, особорежимных объектов Российской Федерации, находящихся в ведении Министерства обороны, а также находящихся на территории закрытых административно-территориальных образований и территории с регламентированным посещением иностранных граждан, объектов гарнизонов и базовых военных городков Вооружённых Сил, с 2013 года обеспечение охраны особо важных объектов Министерства обороны было закрыто для военной полиции в связи с малочисленностью штата военных комендатур гарнизонов;
- разработка и реализация планов строительства и развития военной полиции, совершенствование её состава и структуры;
- руководство региональными и территориальными подразделениями военной полиции и контроль за их деятельностью;
- координация действий военной полиции при введении на территории Российской Федерации или в отдельных её местностях режима военного или чрезвычайного положения, а также в период непосредственной угрозы агрессии и в военное время.
- быстрые и скоординированные действия при атаке на особо важных лиц, в том числе членов Министерства обороны, Генерального штаба и других лиц.
- первая помощь или поддержка, особенно полиции, или в армии в особых случаях.

## Вооружение
20 июня 2013 года Министерство обороны Российской Федерации разместило заказ на поставку 919 пистолетов ПБ-4СП «Оса», 3684 противоударных комплектов «Щит», 1400 ручных гранат раздражающего действия РГК-60РД, 420 телескопических раскладных дубинок ПУС-3Т и 3684 дубинки ПУС-2М. Общая сумма заказа составляет около 48 миллионов рублей. Бронетехника представляет собой автомобили «Тигр», «Рысь» и минозащищённый автомобиль «Тайфун».
- Тигр
- Рысь
- Тайфун-К

## Знаки различия
Военнослужащие военной полиции носят военную форму одежды общевойскового образца Вооружённых Сил Российской Федерации.
Знаками различия военнослужащих военной полиции являются: берет красного цвета, а также чёрный наплечник (нарукавный знак) со знаками различия формирований и надписью «ВОЕННАЯ ПОЛИЦИЯ» и аббревиатурой «ВП» или латиницей «МР».
Военнослужащие управлений военной полиции по флотам носят форму одежды, предусмотренную для береговых войск ВМФ, но с беретом красного цвета и чёрным наплечником (нарукавным знаком).

## Структура
Систему органов военной полиции составляют центральный орган (Главное управление военной полиции Министерства обороны Российской Федерации), региональные управления в военных округах, территориальные органы военной полиции и дисциплинарные воинские части.

### Региональные органы
- Региональное управление военной полиции по Московскому военному округу (г. Москва, Красноказарменная улица, 2).
- Региональное управление военной полиции по Ленинградскому военному округу (г. Санкт-Петербург, набережная Обводного канала, д. 32).
- Региональное управление военной полиции по Южному военному округу (г. Ростов-на-Дону, пр. Будённовский, д. 66).
- Региональное управление военной полиции по Центральному военному округу (г. Екатеринбург, ул. Восточная, д. 60).
- Региональное управление военной полиции по Восточному военному округу (г. Хабаровск, ул. Павловича д. 30).

Территориальными органами военной полиции являются военные комендатуры. Они дислоцируются, как правило, в непосредственной близости от мест дислокации воинских частей, которые имеют наибольшую численность, или на территории воинских частей, расположенных в районе ответственности территориальных органов военной полиции. Исключения составляют города Москва и Санкт-Петербург, где военные коменданты гарнизонов одновременно являются военными комендантами этих городов.
К воинским частям военной полиции относятся дисциплинарные воинские части и другие воинские части, созданные для осуществления функций и реализации полномочий, возложенных на военную полицию. Имеются также подразделения военной полиции, входящие в состав воинских частей и соединений.

## Набор в военную полицию

### Основные квалификационные требования к кандидатам
- годность к военной службе;
- возраст от 19 до 40 лет;
- образование не ниже среднего;
- первая или вторая категория профессиональной пригодности (прохождение тестирования);
- умение работать в многозадачном режиме;
- стрессоустойчивость;
- обучаемость;
- сдача нормативов в соответствии с требованиями Наставления по физической подготовке — НФП-2009;

Ограничения при отборе кандидатов для прохождения военной службы по контракту
Гражданин России не может быть назначен на должность в военную полицию, если он
- является подозреваемым или обвиняемым по уголовному делу;
- осужден за преступление по приговору суда, вступившему в законную силу, а равно имеет наличие неснятой или непогашенной судимости;
- представил подложные документы или заведомо ложные сведения при поступлении на службу;

Главным условием работы в военной полиции является состояние здоровья. И если у кандидата есть военный билет с отметкой о негодности из-за проблем со здоровьем — в этом случае отказ очевиден. Но можно настоять на прохождении военно-врачебной комиссии, очень серьёзной (наравне с отбором в военном училище).
При равных условиях между двумя кандидатами предпочтение отдадут мужчине, который уже прошел срочную службу. Военным полицейским вполне может стать человек с отличной физической подготовкой, навыками, хорошим здоровьем и юридическим образованием, который ещё не был на срочной службе. Именно поэтому отбор на должности в военной полиции чаще всего проводят среди уже отслуживших кандидатов. В настоящее время из за оттока военнослужащих военной полиции набор на службу по контракту в военные комендатуры упрощен и ни чем не отличается от набора службы по контракту в обычные воинские части.

## Начальник Главного управления военной полиции Минобороны России
Военную полицию возглавляет начальник Главного управления военной полиции Министерства обороны Российской Федерации, который назначается на должность и освобождается от должности Президентом Российской Федерации по представлению Министра обороны Российской Федерации.
| # | Фото | Имя                                             | Примечания                                                                              | Полномочия   | Полномочия |
| # | Фото | Имя                                             | Примечания                                                                              | Начало       | Окончание  |
| - | ---- | ----------------------------------------------- | --------------------------------------------------------------------------------------- | ------------ | ---------- |
| 1 |      | генерал-майор Нечаев Андрей Васильевич          | исполняющий обязанности                                                                 | 2011         | 2013       |
| 2 |      | генерал-майор Сидоркевич Игорь Михайлович       | Начальник Главного управления военной полиции Министерства обороны Российской Федерации | 25.07.2013   | 2016       |
| 3 |      | генерал-лейтенант Ивановский Владимир Сергеевич |                                                                                         | 08.2016      | 12.2019    |
| 4 |      | генерал-полковник Кураленко Сергей Васильевич   |                                                                                         | с 21.02.2020 |            |